# Lliga Nacional Catalana d'hoquei sobre patins femenina
La Lliga Nacional Catalana d'hoquei sobre patins femenina és una competició esportiva de clubs d'hoquei sobre patins catalans, creada la temporada 2009-10. De caràcter anual, està organitzada per la Federació Catalana de Patinatge. La creació de la Lliga espanyola l'any 2008 comportà una reestructuració de les competicions catalanes. La Lliga catalana, disputada des de la temporada 1989-90 i on hi competien els equips més potents del Principat, fou succeïda per tres noves competicions: la Lliga Nacional Catalana, la Copa Generalitat i la Supercopa Nacional Catalana. Hi participarien els equips catalans de segona divisió i el guanyador tindria accés a les competicions estatals. Hi competeixen setze equips agrupats en dos grups que disputen una primera fases en format de lligueta a doble volta. Els quatre millors classificats de cada grup accedeixen a la segona fase per participar en els play-offs pel títol, mentre que els equips restants disputen els play-offs per la permanència. El campió de la competició aconsegueix una plaça directa per competir a l'OK Lliga femenina, així com disputar la Supercopa Nacional Catalana de la temporada següent.
Els darrers anys la competició ha sigut retransmesa en directe per la plataforma Xala! i per les televisions locals.

## Historial
| Ascendeix a l'OK Lliga femenina En negreta = Equip guanyador (1) = Nombre de campionats 1-1 = Marcador campió-subcampió Nota: Noms dels equips segons l'època |

| Edició | Temporada | Campió                      | Campió                      | Resultat | Finalista               | Finalista               | refs  |
| ------ | --------- | --------------------------- | --------------------------- | -------- | ----------------------- | ----------------------- | ----- |
| I      | 2009-10   |                             | Girona CH (1)               | lligueta | HC Palau de Plegamans   | HC Palau de Plegamans   |       |
| II     | 2010-11   |                             | HC Palau de Plegamans (1)   | lligueta | CP Voltregà B           | CP Voltregà B           |       |
| III    | 2011-12   | Sferic Terrassa B (1)       | Sferic Terrassa B (1)       | lligueta | CP Voltregà B           | CP Voltregà B           | [ 2 ] |
| IV     | 2012-13   |                             | PHC Sant Cugat (1)          | lligueta | Girona CH B             | Girona CH B             |       |
| V      | 2013-14   | CP Manlleu B (1)            | CP Manlleu B (1)            | lligueta |                         | CH Mataró               |       |
| VI     | 2014-15   |                             | Cerdanyola CH (1)           | lligueta | CP Manlleu B            | CP Manlleu B            |       |
| VII    | 2015-16   |                             | PHC Sant Cugat (2)          | lligueta | CP Vila-sana            | CP Vila-sana            | [ 3 ] |
| VIII   | 2016-17   |                             | CP Vila-sana (1)            | lligueta | Girona CH               | Girona CH               | [ 4 ] |
| IX     | 2017-18   | CP Voltregà B (1)           | CP Voltregà B (1)           | 2-0      | HC Palau de Plegamans B | HC Palau de Plegamans B |       |
| X      | 2018-19   | HC Palau de Plegamans B (2) | HC Palau de Plegamans B (2) | 2-0      |                         | PHC Sant Cugat          |       |
| XI     | 2019-20   | CP Voltregà B (2)           | CP Voltregà B (2)           | Nota     |                         | Igualada Femení HCP     |       |
| XII    | 2020-21   | HC Palau de Plegamans B (3) | HC Palau de Plegamans B (3) | 2-1      | CP Voltregà B           | CP Voltregà B           |       |
| XIII   | 2021-22   |                             | HC Alpicat (1)              | 2-1      | CH Mataró B             | CH Mataró B             | [ 5 ] |
| XIV    | 2022-23   |                             | Cerdanyola CH B (2)         | 2-1      | HC Palau de Plegamans B | HC Palau de Plegamans B |       |
| XV     | 2023-24   |                             | Orkla Bigues i Riells (1)   | 2-0      | HC Alpicat              | HC Alpicat              | [ 6 ] |
| XVI    | 2024-25   |                             | HC Alpicat (2)              | 2-0      | Girona CH               | Girona CH               |       |